# Сноу (проток)
Сноу (Бистър проток) е проток в Тихи океан, отделящ островите Чирпой от Брат Чирпой (от островите Черните братя). Свързва Охотско море и Тихи океан.
Дължината му е около 7 km, минималната ширина е 3 km, а максималната дълбочина надвишава 500 m. Брегът е стръмен, планински. 
По северното крайбрежие на протока се срещат подводни и надводни скали. В южната му част са разположени остров Морска видра и скалата Отшелник.
В източната част на протока има силно приливно течение.
Наречен е в чест на англичанина Хенри Сноу (на английски: Henry James Snow. Той е ловувал в района на Курилските острови в периода 1873 - 1896 г.
Бреговете на протока не са населени. Намира се в акваторията на Сахалинска област.